# Songye

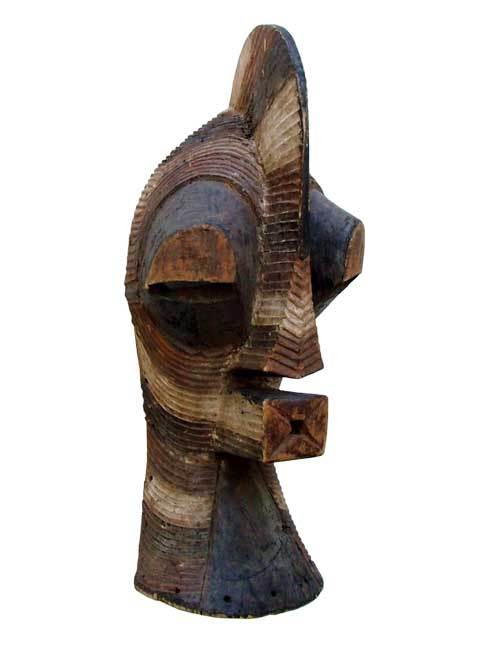
Masker van de Songye

De Songye is een etnische groep in Congo-Kinshasa, die leefde in de provincie Lomami, aan beide kanten van de rivier de Lualaba. In 1985 werd een schatting gemaakt dat het volk 150.000 tot 217.000 mensen bedroeg. De Songye zijn onderverdeeld in subgroepen, die onder het leiderschap staan van een centrale leider, de Yakitenge. Het lokale bestuur is in handen van leiders die Sultani Ya Muti genoemd worden. De economie van de Songye is gebaseerd op landbouw en veeteelt.
Net als de Luba zijn de Songye bekende houtsnijders, die bekendstaan om het maken van ceremoniële maskers (zie de afbeelding), figuren en overige ceremoniële objecten.